# Malice n Wonderland
Malice 'n' Wonderland deseti je studijski album repera Snoop Dogga. Objavljen je 8. prosinca 2009. godine.

## Pozadina
Album se sastoji od 14 pjesama s produkcijom Teddy Riley, Nottz, The Neptunes, The-Dream i Terrace Martin. Gosti na albumu su R. Kelly, Soulja Boy Tell 'Em, Brandy, Pharrell, Lil Jon, Jazmine Sullivan, Kokane, Nipsey Hussle i Problem. Snoop Dogg je bio domaćin WWE Raw-a 19. listopada 2009. gdje je promovirao album Malice 'n' Wonderland.

## Komercijalna izvedba
Malice 'n' Wonderland je debitirao na 23. mjestu Billboard 100, s prodanih 59.000 primjeraka u prvom tjednu. Ovo je Snoopov prvi album koji nije ušao u Billboardovih top 10 i propustio je britanski i australski top 100. Ovaj album do sad je prodan u 250.000 primjeraka.

## Singlovi
- Prvi singl na albumu je "Gangsta Luv" s The-Dream-om.
- Drugi singl s albuma je "That's Tha Homie", na iTunes je objavljen 3. studenog 2009.
- Treći singl je "I Wanna Rock".
- Četvrti singl je "Pronto" s Soulja Boy Tell 'Em.

## Popis pjesama
| Br. | Skladba                                                 | Autor                                | Trajanje |
| --- | ------------------------------------------------------- | ------------------------------------ | -------- |
| 1.  | »Choc Intro«                                            | Snoop Dogg                           | 0:14     |
| 2.  | »I Wanna Rock«                                          | Scoop DeVille                        | 3:56     |
| 3.  | »2 Minute Warning«                                      | Terrace Martin                       | 1:53     |
| 4.  | »1800« (zajedno s Lil Jonom)                            | Lil Jon                              | 3:35     |
| 5.  | »Different Languages« (zajedno s Jazmine Sullivan)      | Teddy Riley, Scoop DeVille, PMG (co) | 4:44     |
| 6.  | »Gangsta Luv« (zajedno s The-Dreamom)                   | Tricky Stewart, The-Dream            | 4:16     |
| 7.  | »Pronto« (zajedno s Soulja Boy Tell 'Em)                | B-Don, Super Ced (co)                | 4:57     |
| 8.  | »That's tha Homie«                                      | Danja                                | 5:43     |
| 9.  | »Upside Down« (zajedno s Nipseyem Hussleom i Problemom) | Terrace Martin, Jason Martin (co)    | 4:44     |
| 10. | »Secrets« (zajedno s Kokaneom)                          | Battlecat                            | 4:53     |
| 11. | »Pimpin Ain't EZ« (zajedno s R. Kellyjem)               | Nottz                                | 4:12     |
| 12. | »Luv Drunk« (zajedno s The-Dream)                       | Tricky Stewart, The-Dream            | 3:55     |
| 13. | »Special« (zajedno s Brandy i Pharrellom)               | The Neptunes                         | 5:26     |
| 14. | »Phone Call Outro«                                      | Snoop Dogg                           | 1:31     |

## Top liste
| Lista                                 | Mjesto |
| ------------------------------------- | ------ |
| U.S. Billboard 200                    | 23     |
| U.S. Billboard Top R&B/Hip Hop Albums | 5      |
| U.S. Billboard Top Rap Albums         | 2      |
| Canadian Albums Chart                 | 165    |
| UK Albums Chart                       | 114    |
| Australian Albums Chart               | 114    |
| French Albums Chart                   | 62     |

## More Malice
More Malice reizdanje je albuma Malice 'n' Wonderland sa sedam novih pjesama i filmom. U filmu glume Xzibit, Jamie Foxx, DJ Quik i Denyce Lawton. Album je objavljen 23. ožujka 2010. godine. Prvi singl s albuma je "I Wanna Rock" s Jay Z-jem, a drugi je "That Tree" s Kid Cudi-jem. Treći singl je "Pronto" s Soulja Boy-om i Bun B-em.

### Komercijalna izvedba
Album se na Billboardu smjestio na 21. mjesto s prodajom od 15.500 primjeraka. Trenutno je prodan u 40.000 primjeraka.

### Top liste
| Lista                                 | Mjesto |
| ------------------------------------- | ------ |
| U.S. Billboard 200                    | 29     |
| U.S. Billboard Top R&B/Hip Hop Albums | 10     |
| U.S. Billboard Top Rap Albums         | 3      |
| Canadian Albums Chart                 | 131    |

### Popis pjesama
- 01. "I Wanna Rock (The Kings G-Mix)" (feat. Jay Z)
- 02. "Protocol"
- 03. "So Gangsta" (feat. Butch Cassidy)
- 04. "House Shoes"
- 05. "That Tree" (feat. Kid Cudi)
- 06. "You're Gonna Luv Me"
- 07. "Pronto (G-Mix)" (feat. Soulja Boy Tell 'Em & Bun B)
- 08. "Gangsta Luv" (feat. The-Dream)

Korištene pjesme
- "I Wanna Rock (The Kings Remix)" uzorak "It Takes Two" od DJ E-Z Rock & Rob Base
- "You're Gonna Love Me" uzorak "I Gave To You" od The Delfonics